# Cryptus baeticus
Cryptus baeticus là một loài tò vò trong họ Ichneumonidae.